# Мірковиці (Любуське воєводство)
Мірковиці (пол. Mirkowice, нім. Meiersdorf) — село в Польщі, у гміні Ясень Жарського повіту Любуського воєводства.
Населення — 177 осіб (2011).
У 1975-1998 роках село належало до Зеленогурського воєводства.

## Демографія
Демографічна структура станом на 31 березня 2011 року:
|          | Загалом | Допрацездатний вік | Працездатний вік | Постпрацездатний вік |
| -------- | ------- | ------------------ | ---------------- | -------------------- |
| Чоловіки | 92      | 17                 | 70               | 5                    |
| Жінки    | 85      | 23                 | 56               | 6                    |
| Разом    | 177     | 40                 | 126              | 11                   |